# Mary Woodville
Mary Woodville (1456 – 1481) è stata una nobile inglese.

## Biografia
Era figlia di Richard Woodville, primo conte Rivers, e Giacometta di Lussemburgo.
Sua sorella maggiore Elisabetta divenne regina consorte dopo aver sposato Edoardo IV d'Inghilterra.
Nel settembre 1466 Mary venne fidanzata a William Herbert, primogenito ed erede di William Herbert, I conte di Pembroke,  tutore di Enrico Tudor. Il giovane William fu riconosciuto Lord Dunster in vista del matrimonio. Suo padre infatti aveva assicurato nel contratto matrimoniale la signoria di Dunster nel giugno del 1463.
Nel gennaio 1467 Mary venne maritata a Lord Dunster presso Saint George's Chapel nel Castello di Windsor. La sposa aveva 10-11 anni mentre lo sposo 15.
Quello di Mary fu uno dei tanti vantaggiosi matrimoni che la regina riuscì ad organizzare per i suoi numerosi fratelli con i rampolli delle più nobili famiglie inglesi. L'intento di aumentare il prestigio e benessere della famiglia causò tuttavia il malcontento della nobiltà e della Camera dei comuni.
Uno dei nemici più acerrimi dei Woodville si rivelò essere Richard Neville, XVI conte di Warwick; questi, dapprima sostenitore Yorkista, ruppe la sua alleanza con Edoardo IV in seguito al matrimonio tra il re ed Elisabetta. Nel 1469 Warwick ordinò l'esecuzione del padre di Mary e di suo fratello John, fatti prigionieri quando l'esercito del re fu sconfitto dai ribelli nella battaglia di Edgecote Moor.
Anche il suocero di Mary venne giustiziato su ordine di Warwick, reso ancora più esasperato dall'unione di una Woodville con l'erede di Herbert. Dunster divenne così il secondo conte di Pembroke e Mary poté fregiarsi del titolo di contessa.
Pembroke tuttavia non diede prova di saper governare il sud del Galles. La morte di Mary nel 1479 indebolì considerevolmente i legami di suo marito con i tutori del principe di Galles Edoardo così che fu costretto a cedere la contea di Pembroke per quella di Huntingdon e ad acquisire proprietà di minor valore nel Somerset e nel Dorset.
Nel 1484 si sposò di nuovo con Katherine Plantageneta, figlia illegittima di Riccardo di Gloucester, l'unione rimase senza figli.
Dal matrimonio tra Herbert e Mary nacque solo una figlia:
- Elizabeth Herbert, III baronessa Herbert, chiamata in onore della zia materna. La giovane avrebbe sposato Charles Somerset, I conte di Worcester.